# GSLV
A Geosynchronous Satellite Launch Vehicle (rövidítve GSLV) három fokozatú hordozórakéta, melyet Indiában fejlesztettek ki. A projektet 1990-ben indították azzal a céllal, hogy India is képessé váljon geoszinkron pályára állítani műholdat.

## Indítási napló
| Küldetés neve | Dátum és időpont (UTC)   | Starthely | Teher     | Keringési pálya | Kilövés eredménye | Megjegyzés |
| ------------- | ------------------------ | --------- | --------- | --------------- | ----------------- | ---------- |
| GSLV-D1       | 2001. április 18.        | FLP, SHAR | GSat–1    | GTO             | sikeres           |            |
| GSLV-D2       | 2003. május 8.           | FLP, SHAR | GSat–2    | GTO             | sikeres           |            |
| GSLV-F01      | 2004. szeptember 20.     | FLP, SHAR | EDUSAT    | GTO             | sikeres           |            |
| GSLV-F02      | 2006. július 10.         | SLP, SHAR | INSAT-4C  |                 | sikertelen        |            |
| GSLV-F04      | 2007. szeptember 2.      | SLP, SHAR | INSAT-4CR | GTO             | sikeres           |            |
| GSLV-D3       | 2010. április 15.        | SLP, SHAR | GSat–4    | GTO             | sikertelen        |            |
| GSLV-F06      | 2010. december 25.       | SLP, SHAR | GSat–5P   | GTO             | sikertelen        |            |
| GSLV-D5       | 2014. január 5.          | SLP, SHAR | GSAT-14   | GTO             | sikeres           |            |
| GSLV-D6       | 2015. augusztus 27.      | SLP, SHAR | GSat–6    | GTO             | sikeres           |            |
| GSLV-F05      | 2016. szeptember 8.      | SLP, SHAR | INSAT-3DR | GTO             | sikeres           |            |
| GSLV-F09      | 2017. május 5.           | SLP, SHAR | GSat–9    | SSO             | sikeres           |            |
| GSLV-F08      | 2018. március 29. 10:20  | SLP, SHAR | GSAT-6A   | SSO             | sikeres           |            |
| GSLV-F11      | 2018. december 19. 10:10 | SLP, SHAR | GSAT–7A   | GTO             | sikeres           |            |